# Забарило Клим Степанович
Клим Степа́нович Забари́ло (24. 10 (05. 11). 1898, Гостомель, Київська губернія, Російська імперія — 24. 11. 1976, Львів, УРСР, СРСР) — український і радянський літературознавець, перекладач, публіцист. Кандидат філологічних наук (1947). Дослідник німецького романтизму та творчости Генріха фон Кляйста.
Народився в селянській сім'ї. Закінчив Київську духовну семінарію (1919) та Київський Інститут народної освіти (1928). Учителював. 1935–41 — у Ніжинському педагогічному інституті (Черніг. обл.). Був полонений під час 2-ї світ. війни. Від 1943 викладав у Київ., Чернів. ун-тах, 1950–52 — Кзил-Ордин. (Казахстан), від 1954 — у Львівському, від 1960 — Дрогобицькому педагогічному інститутах: 1964–73 — проф. каф. рос. і зарубіж. літ-р. Досліджував античну літ-ру, літ-ру нім. романтизму.
Переклав з чеської мови українською збірку новел Карела Чапека «Оповідання з обох кишень» (К., 1970). Автор передмови до поеми «Одіссея» Гомера (1968; перекл. Бориса Тена), а також післямов до повісті Л. Вальскопф-Генріх «Сини Великої Ведмедиці» (1967) і роману А. Доде «Королі у вигнанні» (1971; усі — Київ); низки статей в УРЕ та рукопис. праць «Німецький романтизм» і «Генріх фон Клейст».
Знав французьку, німецьку, латинську, грецьку, польську, російську, італійську, білоруську, чеську, англійську та казахську мови.
Похований на Янівському цвинтарі у Львові.